# Tukotuko izolowany
Tukotuko izolowany (Ctenomys dorbignyi) – endemiczny gatunek gryzonia z rodziny tukotukowatych (Ctenomyidae). Występuje w Ameryce Południowej, gdzie odgrywa ważną rolę ekologiczną. Siedliska tukotuko izolowanego położone wyłącznie są na terenach argentyńskiej prowincji Corrientes, w departamencie Berón de Astrada. Międzynarodowa Unia Ochrony Przyrody (IUCN) wymienia ten gatunek w Czerwonej księdze gatunków zagrożonych jako gatunek bliski zagrożenia i oznacza go akronimem NT. Garnitur chromosomowy tego zwierzęcia tworzy 35 par (2n=70) chromosomów (FN=84).